# So Happy It Hurts
Albums de Bryan Adams
Shine a Light
(2019)
Singles
1. So Happy It Hurts
Sortie : 11 octobre 2021
2. On the Road
Sortie : 29 novembre 2021
3. Kick Ass
Sortie : 9 décembre 2021
4. Never Gonna Rain
Sortie : 25 janvier 2022

So Happy It Hurts est le quatorzième album studio de l'auteur-compositeur-interprète canadien, Bryan Adams. Il est sorti le 11 mars 2022 sur le label BMG et a été produit par Bryan Adams et Robert “Mutt” Lange.

## Liste des titres
| No  | Titre                                      | Auteur                                                     | Durée |
| --- | ------------------------------------------ | ---------------------------------------------------------- | ----- |
| 1.  | So Happy It Hurts                          | Bryan Adams, Gretchen Peters                               | 3:35  |
| 2.  | Never Gonna Rain                           | Adams, Peters, Mike Elizondo, Jason Evigan, Kennedi Lykken | 3:18  |
| 3.  | You Lift Me Up                             | Adams, Robert “Mutt” Lange                                 | 3:08  |
| 4.  | I've Been Looking for You                  | Adams, Jim Vallance                                        | 2:01  |
| 5.  | Always Have, Always Will                   | Adams, Lange                                               | 3:46  |
| 6.  | On the Road                                | Adams, Lange                                               | 2:49  |
| 7.  | Kick Ass                                   | Adams, Lange                                               | 5:39  |
| 8.  | I Ain't Worth Shit Without You             | Adams, Vallance                                            | 3:11  |
| 9.  | Let's Do This                              | Adams, Lange                                               | 3:18  |
| 10. | Just Like Me, Just Like You                | Adams, Vallance                                            | 2:11  |
| 11. | Just About Gone                            | Adams, Peters                                              | 2:50  |
| 12. | These Are the Moments That Make Up My Life | Adams, Peters, Theodore Shapiro                            | 3:26  |

## Musiciens
- Bryan Adams: chant, guitare électrique et acoustique, basse, claviers, batterie, percussions, piano, chœurs
- Keith Scott: guitare (1, 3, 5, 7, 9)
- Pat Stewart: batterie (5, 8)
- Robert “Mutt” Lange: claviers (7), synth bass (3), chœurs (3, 5, 6, 7)
- Luke Doucet: guitare électrique (11)
- Theodore Shapiro: claviers (12)
- John Cleese: narration (7)

## Charts & certification

### Charts
| Pays                           | Durée du classement | Meilleur classement | Date         |
| ------------------------------ | ------------------- | ------------------- | ------------ |
| Allemagne (GfK Entertainment)  | 6 semaines          | 2e                  | 18 mars 2022 |
| Autriche (Ö3 Austria Top 40)   | 4 semaines          | 3e                  | 22 mars 2022 |
| Belgique (V) (Ultratop)        | 6 semaines          | 5e                  | 19 mars 2022 |
| Belgique (W) (Ultratop)        | 2 semaines          | 31e                 | 19 mars 2022 |
| Canada (Canadian Albums Chart) | 1 semaines          | 29                  | 26 mars 2022 |
| Écosse (Scottish Album Chart)  | 8 semaines          | 2e                  | 18 mars 2022 |
| Espagne (Promusicae)           | 1 semaine           | 10e                 | 20 mars 2022 |
| France (SNEP)                  | 1 semaine           | 176e                | 12 mars 2022 |
| Italie (FIMI)                  | 1 semaine           | 41e                 | 17 mars 2022 |
| Pays-Bas (MegaCharts)          | 1 semaine           | 28e                 | 19 mars 2022 |
| Portugal (AFP)                 | 4 semaines          | 1er                 | 20 mars 2022 |
| Royaume-Uni (UK Albums Chart)  | 2 semaines          | 3e                  | 18 mars 2022 |
| Suisse (Schweizer Hitparade)   | 12 semaines         | 2e                  | 20 mars 2022 |